# Шефтель, Михаил Исаакович
Михаи́л Исаа́кович Ше́фтель (вариант Моисе́й Исаа́кович; 1852, Житомир, Волынская губерния — в ночь на 28 апреля 1922, Париж) — присяжный поверенный, депутат Государственной думы I созыва от Екатеринославской губернии.

## Биография
Родился в Житомире в семье купца Исаака Лейзоровича Шефтеля и его жены Баси. Иудейского вероисповедания. Окончил 2-ю Киевскую гимназию. В 1882 окончил юридический факультет Петербургского университета со степенью кандидат права. Слушал лекции в университетах Германии. В годы студенчества примыкал к передовым общественно-литературным кружкам; сотрудничал в журнале Н. В. Шелгунова «Дело» в библиографическом отделе, напечатал в «Русской мысли» статьи о причинах распадения поземельной общины в Германии. C 1892 года переселился в Санкт-Петербург. Стал помощником присяжного поверенного А. Я. Пассовера. С 12 июня 1887 года присяжный поверенный Санкт-Петербургской судебной палаты. Присяжный стряпчий при Петроградском коммерческом суде. По юридической специализации — цивилист.

### Народник
Состоял в народовольческом Центральном студенческом кружке, основанном в Петербургском университете А. И. Желябовым.
После эмиграции в начале 1880 руководства «Чёрного передела» — Плеханова, Дейча, Засулич и других — во главе организации встали А. П. Буланов, М. К. Решко, К. Я. Загорский, М. И. Шефтель. Им удалось устроить новую типографию в Минске, расширить связи с рабочими, создать осенью 1881 «Общество рабочей кассы».

### Предприниматель
Предприниматель, входил в состав Советов акционерных обществ: «Русский провиданс», Амурское общество пароходства и торговли, Верхнеамурская золотопромышленная компания. Накануне первой мировой войны входил в администрацию Верхне-Волжского общества железнодорожных мостов.

### Общественный деятель
- В 1903 году выступил в Общем собрании Сената по делу о Кишиневском погроме защитником потерпевших евреев по искам, предъявленным к представителям администрации[9].
- Член Центрального комитета Общества по оказанию помощи евреям, пострадавшим от погромов в октябре 1905 года.
- Один из создателей и член ЦК Союза для достижения полноправия еврейского народа в России.

### Политик
С 1905 года член партии «Народной Свободы».
14 апреля 1906 избран в Государственную думу I созыва от общего состава выборщиков Екатеринославского губернского избирательного собрания. Входил в Конституционно-демократическую фракцию. Член комиссии для составления проекта всеподданнейшего адреса, аграрной комиссии. Подписал законопроект «О гражданском равенстве». Выступил с речью по Белостокскому погрому.

### После разгона Думы
10 июля 1906 года в Выборге подписал «Выборгское воззвание» и осуждён по ст. 129, ч. 1, п. п. 51 и 3 Уголовного Уложения, приговорён к 3 месяцам тюрьмы и лишён избирательных прав.
- В 1909 году участник Ковенского совещания еврейских общественных деятелей по вопросу о введении прогрессивного налога в пользу еврейских общин.
- Один из инициаторов создания и председатель Общества для научных еврейских изданий, которое В 1906—1913 годах подготовило «Еврейскую энциклопедию».
- Казначей и член комитета Общества распространения просвещения между евреями[9].
- Член Еврейского историко-этнографического общества.
- Один из создателей и руководителей Еврейского комитета помощи жертвам войны (ЕКОПО).
- Представитель ЕКОПО (вместе с Г. Б. Слиозбергом) в правительственном Особом совещании по устройству беженцев. Передали его комитетам более 25 миллионов рублей, из них 11 предоставлены еврейскими организациями США[11].
- В 1915—1917 годах участвовал в создании и редактировании еженедельного журнала «Еврейская неделя».
- 29 ноября 1915 г. М. И. Шефтель вошёл в правление «Еврейского общества поощрения художеств». Общество ставило целью «развитие пластических искусств <…> среди евреев»[12], в том числе поддерживало Марка Шагала.

После Февральской революции, 12—15 августа 1917 года, участвовал в работе Государственного совещания в Москве.

## Семья
- Сын — Яков (Жак или Jacques) (1882—1973[13]), юрист, участник 1-й мировой войны, георгиевский кавалер, в 1929—1934 годах профессор права Франко-русского института, с 1945 года генеральный секретарь Общества по реабилитации и переквалификации.
- Сестра — Фелиция (Полина, Фейга) Шефтель, член «Земли и воли».